# Cyro Monteiro
Cyro Monteiro (Rio de Janeiro, 28 de maio de 1913 — Rio de Janeiro, 13 de julho de 1973) foi um cantor e compositor brasileiro.

## Infância
Cyro nasceu em 28 de maio de 1913 na Rua D. Alice (atual Rua General Belford), nº 68. Seus pais eram Ildefonso Monteiro, dentista, capitão da reserva e funcionário público; e Luísa Monteiro, dona de casa. Teve oito irmãos, todos batizados com nomes iniciados na letra "c": Celso, Célia, Careno, Celma, Cícero, César Cássio e Cenira.
A partir dos dois anos, Cyro e sua família se mudaram constantemente: primeiro foram para a Alameda São Boaventura nº 1 005, em Niterói. Depois, em 1924, foram para a Travessa Santa Rosa, nº 22, onde ficaram até Cyro ter 15 anos. De 1928 a 1938, morou na Rua Cruzeiro (atual 5 de Julho).
Cyro estudou o primário no Grupo Escolar Alberto Brandão e depois, aos 12 anos, foi para a Escola Profissional Washington Luís. Aos 16, saiu de lá e foi para o Instituto de Humanidades, onde ficou até os 19 anos.

## Carreira musical

### Início e passagem pela Rádio Clube
Costumava cantar informalmente em festinhas do bairro. Inspirado por duplas como Chico Alves & Mário Reis, Jonjoca & Castro Barbosa e Sílvio Caldas & Luís Barbosa; Cyro montou uma parceria com seu irmão Careno. Os dois eram acompanhados no violão por Eliziário Peixoto (conhecido como "Cadete", irmão de sua mãe, e pai de Cauby Peixoto , seu primo, portanto).
Juntos, apresentaram-se regularmente na Rádio Clube do Brasil. Por meio do pianista Nonô, que costumava praticar na casa dos Monteiro, onde havia um piano, a dupla conseguiu uma oportunidade para conhecer Sílvio e Luís. Por excesso de timidez, Careno se recusou e Cyro apresentou um repertório sozinho.
Algum tempo depois, Silvio o convidou a substituir Luís, que havia assinado um contrato de exclusividade com a Rádio Mayrink Veiga. Assim, Cyro estreou no Programa Casé com Silvio ao final de 1933, apresentando-se também como corista de outros cantores, como Antônio Moreira da Silva.
Contudo, menos de um mês depois, Cyro pediu demissão por não aceitar o fim da parceria com seu irmão, deixando Silvio e o próprio Careno muito decepcionados.

### Carreira na Rádio Mayrink e primeiros discos
Em 1934, atuando como meio-campista do Fluminense de Niterói, Cyro conheceu Patacho, um colega de equipe que trabalhava na Mayrink. O jogador o apresentou ao maestro Napoleão Tavares, que o testou (numa apresentação que contou com Custódio Mesquita) e o aprovou.
Cyro é contratado pelo cachê de 25 mil-réis por programa. Dois anos depois, foi promovido à "tropa de elite" da emissora, ganhando 300 mil-réis por mês e juntando-se a Carmen e Aurora Miranda, Francisco  Alves, Mário Reis, João Petra de Barros, Noel Rosa, Luís Barbosa, Patrício Teixeira, Muraro e outros nomes. No mesmo ano, conhece a cantora Odete Amaral, com quem inicia um relacionamento e com quem se casaria em 1937. É na Mayrink que consolida sua técnica de acompanhar-se sempre com uma caixa de fósforos para marcar o ritmo.
Também em 1936, lançou seu primeiro disco, pela Odeon, tendo "Perdoa" de um lado e "Vê se Desguia" no outro.

### Carreira comofreelancer, outros trabalhos e doença
Em 1937, motivado por um boato - que no fim não se concretizou - de que haveria uma demissão em massa na rádio, tomou a iniciativa antes e saiu da emissora. Passa a trabalhar como freelancer, apresentando-se nas rádios Philips, Clube, Educadora, Ipanema e outras por cachês de 25 ou 30 mil-réis.
Passou também a integrar o coro da RCA Victor, ao lado de Almirante, Castro Barbosa, Odete, e Violeta Cavalcanti. Ainda no mesmo ano, gravou seu primeiro grande êxito, "Se Acaso Você Chegasse", de Lupicínio Rodrigues e Felisberto Martins. A gravação só foi possível após interferência do próprio Felisberto, uma vez que Leslie Evans, então diretor da RCA, preferia que algum outro cantor da gravadora interpretassem a canção.
Em 1938, começa a atuar também como compositor, geralmente co-autorando as músicas com Dias da Cruz. No ano seguinte, gravou quatro discos pela RCA.
Em 1956, participou como ator da peça Orfeu da Conceição, de Vinicius de Moraes (que o considerava "o maior cantor popular brasileiro de todos os tempos", rivalizando apenas com João Gilberto). Ainda nos anos 50 e 60 participou de programas de televisão como O Fino da Bossa e Bossaudade, gravou discos e fez muitos espetáculos.
Após separar-se de Odete, Cyro foi morar no Catete. Por um ano, trocou a Mayrink pela Rádio Nacional, mas logo desfez a mudança.
Em 1953, descobriu ter bacilos de Koch no pulmão esquerdo. Por oito anos, teve dificuldades para falar, cantar e fazer esforço, mas gravou alguns discos pela Rio, Todamérica e Odeon. Realizou uma toracoplastia (cirurgia em que a caixa torácica é modificada pela adição ou subtração de costelas; no caso de Cyro, três delas foram removidas) para se livrar da doença.
Em 1961, o cantor conseguiu retomar sua carreira normalmente e lançou o LP Senhor Samba, que lhe rendeu prêmios de melhor do ano. No decorrer dos anos 1960, além dos programas televisivos supracitados, participou de outros projetos, como o Telecoteco Opus nº 1, de Oduvaldo Vianna Filho, Teresa Aragão e Sérgio Cabral (1965) e o disco De Vinicius e Baden Especialmente para Cyro, da Elenco

## Morte
Cyro morreu de Cirrose em 13 de julho de 1973, aos 60 anos. Foi enterrado no Cemitério de São João Batista, no Rio de Janeiro.

## Discografia
Adaptado das fontes.

### 78 rpm
- 1936 "Perdôa" / "Vê Se Desguia"
- 1938 "Pomba serena"
- 1938 "Se acaso você chegasse" / "Ela não compreende"
- 1939 "Eu sou um" / "Enquanto a cidade dormia"
- 1939 "Tua beleza" / "Oh! Seu Oscar"
- 1939 "Mania da falecida" / "Que vida é essa"
- 1939 "Sinhá, Sinhô" / "Bem querer"
- 1940 "O bonde de São Januário" / "Morena brasileira"
- 1940 "Vida apertada" / "Acabou a sopa"
- 1940 "Linda Iaiá" / "Você quis saber da minha vida"
- 1940 "Briga de amor" / "Quem gostar de mim"
- 1940 "Sim, sou eu" / "Tá maluca"
- 1940 "Beijo na boca" / "Bonito papel, hein?"
- 1940 "Quero essa!" / "Gosto de te ver cantando"
- 1940 "Tive um prazer" / "Chamei pelo teu nome"
- 1941 "Quem engorda porcos é o Pacheco" / "Vamos saravá"
- 1941 "Sopa de concha" / "Não vá atrás de ninguém"
- 1941 "Ai, ai, ai, ai, ai! Eu gosto de você" / "Chica, Chica, bum, chic"
- 1941 "Ela não teve paciência" / "Quem fica mal sou eu"
- 1941 "Se eu lhe perder" / "Criança louca"
- 1941 "Será possível?" / "Você é meu xodó"
- 1941 "A mulher que eu gosto" / "Dinheiro não é semente"
- 1941 "Rosinha"
- 1941 "Dama de ouro"
- 1941 "Linda flor da madrugada"
- 1941 "Esquimó" / "Ela bateu a janela"
- 1941 "Os quindins de Iaiá" / "Qué-qué-qué-ré"
- 1942 "Maluquinha pra dançar" / "Quem é que está com a razão"
- 1942 "Aquela dama" / "Que é isso Isabel"
- 1942 "Essa mulher tem qualquer coisa na cabeça" / "Quem canta de graça é galo"
- 1942 "Falta de consciência" / "Boa companheira"
- 1942 "Eu queria" / "Professora de latim"
- 1942 "Quando ela samba" / "Botões de laranjeira"
- 1942 "Regra de bom viver" / "Fonte de amor"
- 1942 "Hildebrando" / "Faz um homem enlouquecer"
- 1942 "Quem me dera" / "Dance comigo"
- 1943 "Oh! Seu Djalma" / "O vestido que eu dei"
- 1943 "Não faça isso" / "Boêmio regenerado"
- 1943 "Samda de Copacabana" / "Não te doi a consciência"
- 1943 "Apelo final" / "Apresenta-me aquela mulher"
- 1943 "Domine a sua paixão" / "Não são todas iguais"
- 1943 "Você está sumindo" / "Minha homenagem"
- 1943 "Beija-me" / "Saudade de Tereza"
- 1943 "Vem surgindo a Avenida" / "O diabo da mulher"
- 1943 "Vira esses olhos pra lá" / "Cruel decepção"
- 1943 "Doce de coco" / "Senta lá na mesa"
- 1943 "Até quarta-feira" / "Só você"
- 1944 "Anita" / "A razão estava comigo"
- 1944 "Agredece a deus" / "Voltei mas era tarde"
- 1944 "Pobre coração" / "Meu lema de vida é este"
- 1944 "Crioulo sambista" / "A maior mulher do mundo"
- 1944 "Balbina" / "De cor de rosa"
- 1944 "Mariá" / "Pensando no futuro"
- 1944 "Falsa baiana" / "Duzentos e doze"
- 1944 "Ouro de lei" / "Saudades dela"
- 1944 "Tire a mão do meu bolso" / "Não vai Maria"
- 1944 "Vale ouro" / "A mim você não engana"
- 1945 "O dono da razão" / "Quem é que não quer?"
- 1945 "Não é a primeira vez" / "Cravo branco"
- 1945 "Pra minha morena sambar" / "Perdeu-se uma pequena"
- 1945 "Tentação divina" / "Minha diferença"
- 1945 "Boogie-woogie na favela" / "Obrigação"
- 1945 "Aquele bilhetinho" / "O bebê da madame"
- 1945 "Os quindins de Iaiá" / "Brigas de amor"
- 1945 "Moleque vagabundo" / "A saudade me devora"
- 1945 "Tentação" / "olha que maçada"
- 1945 "Samba lelê, samba lalá" / "Sem meu tamborim não vou"
- 1946 "Samba de Realengo" / "ôp, ôp, ôp"
- 1946 "Trabalha" / "Louco por mulher"
- 1946 "Aliança de casada" / "Pau no burro"
- 1946 "Ai mãezinha" / "Até hoje não voltou"
- 1946 "Calvário de amor" / "Santo Antônio amigo"
- 1946 "Rugas" / "O que se leva dessa vida"
- 1946 "Abriu-se o pano" / "Decepção"
- 1946 "Golpe errado" / "Você tem casa e comida"
- 1946 "Deus me perdoe" / "O mandarim"
- 1947 "Por favor, seu doutor" / "Vivo bem"
- 1947 "Meu pandeiro" / "Meu trabalho"
- 1947 "Pisei num despacho" / "Indecisão"
- 1947 "Não vejo ninguém" / "Dentro da capela"
- 1947 "Rei pequeno" / "Tenha dó de mim"
- 1948 "Beijo" / "Isabel" / "
- 1949 "O trombone do Tribuza" / "Meu poema"
- 1949 "Sereia de Copacabana" / "Vem brincar no meu país
- 1950 "Maria sambou" / "Os coroas tem cartaz"
- 1955 "Tá na cara" / "Fim de Saíra"
- 1955 "Vida mansa" / "Petição"
- 1955 "Mataram o meu samba" / "uma de reserva"
- 1955 "Tem que rebolar(Com Mariúza)" / "Escurinho"
- 1956 "Deixa isso pra lá" / "Vago simpático"
- 1956 "O barão na dança" / "Nega Luzia"
- 1957 "Meu assunto é sambar" / "Sou um barco"
- ca.1961 "Sacode Carola" / "Entre beijos e carinhos"
- ca.1961 "Entrego a Deus" / "Samba oficial"
- 1961 "Quatro loucos num samba" / "Liberdade demais"
- 1962 "Pelo cano" / "Certa Maria"

### LPs, compactos e CDs
- 1961 - Senhor Samba
- 1966 - A Bossa Eterna de Elizeth e Cyro
- 1969 - A Bossa Eterna de Elizeth e Cyro - vol. 2
- 1969 - Meu Samba, Minha Vida
- 2000 - Raízes do Samba: Cyro Monteiro
- 2004 - Cyro Monteiro: Mestre do Samba

## Filmografia
Adaptado da fonte.
- 1945 Não Adianta Chorar
- 1946 Fantasma por Acaso
- 1946 Segura Esta Mulher
- 1947 Este Mundo É um Pandeiro
- 1948 Poeira de Estrelas
- 1949 O Dominó Negro
- 1949 Estou Aí?
- 1950 Todos Por Um
- 1952 Destino
- 1962 Esse Rio que Eu Amo
- 1965 Samba